# Bovše
Bovše este o localitate din comuna Vojnik, Slovenia, cu o populație de 103 locuitori.